# Paroediceros macrocheir
Paroediceros macrocheir is een vlokreeftensoort uit de familie Oedicerotidae. De wetenschappelijke naam van de soort werd in 1879 voor het eerst geldig gepubliceerd door Georg Ossian Sars.

## Voorkomen
Paroediceros macrocheir komt voor in de diepere wateren (600 m en dieper) van het noordelijk deel van de Noordelijke IJszee en in Baffinbaai.